# رود لی (لندن)
رود لی رودی است که از لوتون سرچشمه می‌گیرد و به Bow Creek و رود تیمز می‌ریزد. لی در بریتانیا جریان دارد و بخشی از آن نیز از لندن می‌گذرد.